# Каталымова, Ксения Владимировна
Каталымова Ксения Владимировна (род. 28 июля 1978, Ленинград, РСФСР, СССР) — российская актриса театра, телевидения и дубляжа. Родилась в семье актрисы Татьяны Захаровой. В 2000 году окончила Санкт-Петербургскую государственную академию театрального искусства (класс В. Петрова). Работала в театре комедии им. Николая Акимова. Сотрудничает с театром «Русская антреприза» им. А.Миронова.

## Театральные работы
Шарлотта — «Ночь Игуаны» (2000, реж. В. А. Туманов);
Дарья Федосеевна Круглова — «Не всё коту масленица» (2000, реж. В. В. Петров);
Лошадь — «Липериада» (2000, реж. Л. Я. Стукалов);
Мара — «Доктор философии» (2000, реж. Т.Казакова);
Зюзя — «Дамы и гусары» (2000, реж. А. В. Петров);
Кэтти — «Дороги любви» (2001, реж. Марта Вестин);
Либби Такер — «Хочу сниматься в кино» (2002, реж. Т.Казакова);
Поросёнок Заморыш (2003, реж. В.Воробьев);
Шура Дрозд — «Яблочный вор» (2003, реж. Т.Казакова);
Мальчик — «Кошка, которая гуляла сама по себе» (2004, реж. В. А. Туманов);
Анна Павловна Оброшенова — «Шутники» (2005, реж. Ю.Цуркану);
Дорис — «Сыч и кошечка» (2006, реж. Ю. и Л.Панин);
Евдокия Антоновна — «Дни нашей жизни» (2010, реж. Ю.Цуркану);
Джульетта Майор — «Третья голова» (2010, реж. Ю.Цуркану);
Шарлотта Ивановна — «Вишневый сад» (2012, реж. Ю.Цуркану);
Лидия Ивановна — «Каренин» (2014, реж. Ю.Цуркану);
Стелла — "Трамвай «Желание» (2014, реж. Влад Фурман);
Баба Шанель — «Баба Шанель» (2015, реж Ю.Цуркану).
«Русская антреприза» имени Андрея Миронова
2006 — «Сыч и Кошечка»(по комедии Билла Манноффа, реж. Ю.и Л. Панич), роль Дорис.
2008 —"Шутники" А. Н. Островского (Анна Павловна Оброшенова. Постановка — Юрий Цуркану)
2009 — «Дни нашей жизни» Л.Андреева (Евдокия Антоновна. Постановка — Юрий Цуркану)
2010 — «Третья голова» Марселя Эмэ (Джульеета Майяр. Постановка — Юрий Цуркану)
2012 — «Вишневый сад» (Шарлотта Ивановна, гувернантка)

## Награды и номинации
Специальный губернаторский грант за дипломную работу «Не всё коту масленица».
Лауреат фестиваля «Рождественский парад» за лучшую женскую роль в спектакле «Нового театра» Л.Стукалова «Липериада».
За исполнение роли Мары в спектакле «Доктор философии» удостоена Высшей театральной премии Санкт-Петербурга «Золотой софит» 1999—2000 гг. в номинации «Лучший дебют».
Лауреат Независимой актёрской премии им. Владислава Стржельчика.
Номинирована на премию «Золотой софит» за роль Анны Павловны Оброшеновой в спектакле «Шутники» в номинации «Лучшая женская роль».
Лауреат Молодёжной премии Санкт-Петербурга.
Номинирована на премию «Золотой софит» за роль Лидии Ивановны в спектакле «Каренин» в номинации «Лучшая женская роль».
Номинирована на премию «Золотой софит» за роль Баба Шанель в спектакле «Баба Шанель» в номинации «Лучшая женская роль».